# Ceratophyllus chutsaensis
Ceratophyllus chutsaensis är en loppart som beskrevs av Liu Lienchu et Wu Houyong 1962. Ceratophyllus chutsaensis ingår i släktet Ceratophyllus och familjen fågelloppor. Inga underarter finns listade i Catalogue of Life.